# 瓦列里·采普卡洛
瓦列里·威廉莫维奇·采普卡洛（1965年2月22日—），白俄罗斯政治家、外交官、行政人员和企业家。他拥有国际法博士学位。

## 奖项
- 2014年6月23日，采普卡洛被授予白俄罗斯荣誉勋章（英语：Order of Honor (Belarus)），以表彰他在多个专业领域多年的工作具有的模范表现。例如他在汽车工业、建筑业、农业等领域取得的优异成绩；对IT产业的发展、医疗保健、社会保障、贸易、科学、艺术、体育和文化做出重大个人贡献[1]。

## 備注
1. ↑  白羅斯語羅馬化：Valeryy Vilyamavich Tsapkala
2. ↑  俄語羅馬化：Valeriy Vilyamovich Tsepkalo